# DJ PMX
DJ PMX（ディージェイ・ピーエムエックス）は、日本にWESTCOAST HIPHOPを広めた第一人者であり、Japanese HipHopのプロデューサー、DJ。洗足学園音楽大学客員教授。宮崎県出身。
日本のヒップホップが産声を上げた1980年後半から数多くのアーティストをプロデュース。アメリカ西海岸のヒップホップの影響を受け、JAPANESE WEST COAST HIPHOPのスタイルを構築。80年代からシーンの中核にいる日本では数少ないヒップホップ・プロデューサーの一人。
自身のプロデュースワークの集大成ともいえるフラッグシップとなるアルバム「THE ORIGINAL」シリーズの製作とともに、locoHAMA CRUSINGなどの数々のMIXCDのリリース。
2018年、DS455の活動停止とともに自身のレーベルDBL MUSICを始動し、2020年11月に¥ellow Bucks、MC TYSON、ジャパニーズマゲニーズのJAGGLA、孫ゴング、AYA a.k.a. PANDA、自身がアルバムエンジニアも務めるGADORO、盟友AK-69をフィーチャーしたソロ作4作目となる「THE ORIGINAL Ⅳ」を発表し、常に進化するプロデューサーとしての能力を見せつけた。
そして現在次の時代を見据えた5作目のアルバム「THE ORIGINAL V」の製作をスタートする。

## 主な経歴
- 1987年頃 MAZZ&PMXを結成しDJとして活動を始める。
- 1988年 宮崎でのライブで藤原ヒロシに見出され以後、MAJOR FORCE主催のDJアンダーグラウンドコンテスト等、さまざまなイベントに出場するようになる。
- 1990年頃 新宿・ミロスガレージのイベント「CLUB OF STEEL」にDJとして参加。その際に、横浜から遊びに来ていたKayzabroや、DEV LARGE、DJ KRUSH、GDX、ECD等と交流を深める。
- 1990年 MAZZ+PMX名義でEP「GO YELLOWS GO」をアナログでリリース。MURO、BOY-KENが客演した他、ECD、GAS BOYS、GDX、DJ DOC.HOLIDAY、A.K.I等もスキットで参加している。
- 1991年 MAZZ&PMXとしてECD主催のコンテスト「CHECK YOUR MIKE」に出場。
- 1992年 シングル「KICK IT!」リリース。コンピレーション「DANCE 2 NOISE」「リズム・レーベル・コンピレーション」にMAZZ+P.M.X名義で参加。ECD、GAS BOYS、A.K.I. PRODUCTIONS、キミドリの楽曲に参加。また、ECDのライブDJとしても活動。
- 1993年 ECD、RHYMESTER、ZINGIに楽曲提供。
- 1995年 DS455として「CLUB WILD.B」や「THE BEST OF JAPANESE HIPHOP」シリーズに参加。BUDDHA BRANDの「人間発電所」の製作に関わる。ECDのバックDJとして、「LIVE AT SLITS」に参加。
- 1996年 DJ SACHIHO、SEGAのゲームソフト「LAST BRONX」に楽曲提供。
- 1998年 映画「Hood'」サウンドトラックに参加。OZROSAURUSに楽曲提供。
- 2000年 DS455のアルバム「BAYSIDE RIDAZ」リリース。
- 2002年 DS455メジャーデビュー。また、FUTURE SHOCKよりソロ・シングル「NO PAIN NO GAIN feat. MACCHO & ZEEBRA」をリリース。
- 2008年 初のソロ1stフルアルバム「THE ORIGINAL」をリリース。
- 2012年 2ndアルバム「THE ORIGINAL Ⅱ」をリリース。
- 2017年 3rdアルバム「THE ORIGINAL Ⅲ」をリリース。
- 2020年 4thアルバム「THE ORIGINAL Ⅳ」をリリース。

## ディスコグラフィー

### シングル
1. NO PAIN NO GAIN feat.MACCHO&ZEEBRA（2002年12月4日）オリコン41位
  1. NO PAIN NO GAIN feat.MACCHO&ZEEBRA[4:45]
作詞：MACCHO・ZEEBRA／作曲・編曲：PMX
  2. LOCO CRUSIN'[4:17]
作詞：MACCHO／作曲・編曲：PMX
  3. 本物はグッと来るらしい feat.Q[4:00]
作詞：Q／作曲・編曲：PMX
  4. NO PAIN NO GAIN - Instrumental[4:44]

### アルバム
1. THE ORIGINAL（2008年6月25日）
2. THE CHRONICLE II -Prologue Of THE ORIGINAL-（2012年3月14日）
3. THE ORIGINAL II（2012年9月5日）
4. THE ORIGINAL III（2017年5月17日）
5. THE ORIGINAL Ⅳ (2020年11月25日)

### ベストアルバム
1. DJ PMX THE CHRONICLE～BEST WORKS（2009年9月23日）オリコン43位

### MIX CD
1. DJ PMX Presents... D's Nuts FM Station VOL.1（2005年2月2日）オリコン90位
2. LocoHAMA CRUISING mixed by DJ PMX（2007年12月27日）オリコン53位
3. LocoHAMA CRUISING 002 mixed by DJ PMX（2009年3月18日）オリコン22位
4. LocoHAMA CRUISING DVD MIX mixed by DJ PMX（2010年2月24日）オリコン51位
5. LocoHAMA CRUISING 003 mixed by DJ PMX（2011年2月9日）オリコン20位
6. LocoHAMA CRUISING 001 -Japanese Westcoast Style Mix-（2011年8月24日）
7. LocoHAMA CRUISING DVD MIX II（2011年10月26日）
8. LocoHAMA CRUISING 004 mixed by DJ PMX（2013年3月6日）
9. LocoHAMA CRUISING DVD MIX III（2013年9月18日）

## 主なプロデュース&参加作品
- ECD「ECD」「WALK THIS WAY」「ホームシック」「LIVE AT SLITS」
- DJ DOC. HOLIDAY「The Rhythm,The Lebel」
- GAS BOYS「キョーレツ・オゲレツ・レッツ・ゲット・イル！」
- MC JOE「どうなってんだ」
- ZINGI「渋谷無宿」
- A.K.I. PRODUCTIONS「CROSS COLORS(P.M.X MIX)」
- キミドリ「つるみの塔」
- RHYMESTER「俺に言わせりゃ」「フラッシュ・バック、夏(DJ PMX REMIX)」
- BUDDHA BRAND「人間発電所」
- DJ 門田祥穂「PLAY GROUND」
- OZROSAURUS「絶望の市場」「命のメロディー 〜遠い記憶Ⅲ〜」「AREA AREA」「Hey Girl」「Rhyme & Blue」
- GANXSTA D.X「G'z-Connection」「ONE 4 ME」
- KALASSY NIKOFF「NEVER GONNA STOP」
- LITTLE「12月」
- MOOMIN「いつもそばで(DJ PMX Laid Back Remix)」
- サイプレス上野とロベルト吉野「Yokohama La La La」
- 阿修羅MIC「Choice One feat.RYKEY」